# Douce II av Provence
Douce II (även Dulcia och Dolça) född 1165, död 1172, regerande grevinna av Provence, var dotter till Raimond Berengar II, greve av Provence och Richeza av Polen. Douce II ärvde tronen efter att hennes far dött då han försökte erövra Nice 1166.
Hennes kusin Alfons den kyske motsatte sig arvet. Alfons den kyske var greve av Barcelona och kung av Aragonien under ordningstalet Alfons II. Han menade att eftersom Raimond Berangar II inte hade några söner, skulle Provence tillfalla honom själv. Året efter, 1167, tog Alfons den kyske kontroll över Provence och tvingade bort Douce från tronen. I Provence fick Alfons den kyske ordningstalet I. 